# Al centro della Terra
Al centro della Terra (At the Earth's Core) è un romanzo di fantascienza scritto nel 1914 da Edgar Rice Burroughs, il primo del Ciclo di Pellucidar. Questo romanzo è stato inizialmente pubblicato in una serie di quattro episodi su All-Story Weekly dal 4 al 25 aprile 1914. È stato poi pubblicato per la prima volta in volume con copertina rigida da A. C. McClurg, nel luglio 1922. L'opera è nel pubblico dominio negli Stati Uniti d'America e in tutti i Paesi in cui il copyright è limitato a settant'anni dopo la morte dell'autore. Il romanzo è stato pubblicato in italiano nel 2021 da GM.libri con il titolo Nel cuore della Terra e da Landscape Books in un'edizione intitolata Al centro della Terra.

## Trama
L'autore racconta di come, in viaggio attraverso il Sahara, egli ha incontrato un incredibile veicolo e il suo pilota, David Innes, un uomo con una straordinaria storia da narrare.
David è un erede di una famiglia di proprietari di miniere che finanza una "talpa di ferro" sperimentale, un veicolo di escavazione progettato dal suo vecchio amico inventore Abner Perry. In un giro di prova, essi si rendono conto che il veicolo non riesce a girare e, per questo, scendono di 500 miglia all'interno della crosta terrestre, emergendo nello sconosciuto mondo interiore di Pellucidar. Nell'idea di Burroughs, la Terra è infatti una sfera cava, con Pellucidar sulla faccia interiore di questa sfera.
Pellucidar è abitata da creature preistoriche di ogni era geologica, e dominata dai Mahar, una specie di rettili volanti sia intelligenti che civilizzati, ma che predano e schiavizzano gli umani dell'età della pietra lì autoctoni. Innes e Perry sono catturati da una razza di servitori dei Mahar simili a scimmie, i Sagoth, e rinchiusi in cattività insieme ad altri umani, per essere condotti dal capo dei Mahar nella città di Phutra. Fra gli altri prigionieri sono presenti il coraggioso Ghak, della terra di Sari, il viscido Hooja e la bella Dian della terra di Amoz.
David, attratto da Dian, la difende dalle attenzioni non desiderate di Hooja, ma in conseguenza della propria ignoranza sugli usi locali, ella crede che lui la voglia come schiava, e non come amica o amante, e di conseguenza lo ignora. Solo più tardi, dopo che Hooja sfugge ai loro avversari in un buio tunnel e obbliga Dian a lasciarlo, David apprende da Ghak la causa dell'incomprensione.
In Phutra i prigionieri diventano schiavi, e i due abitanti del mondo esterno apprendono maggiori dettagli su Pellucidar e sulla civiltà Mahar. I Mahar sono tutti femmine, che si riproducono per partenogenesi in grazia di un "Grande Segreto" contenuto in un libro estremamente sorvegliato. David scopre che essi sono soliti coinvolgere anche un numero di prigionieri umani selezionati in un rituale segreto. In un tumulto, David riesce a scappare da Phutra, e in conseguenza di ciò si perde e vive numerose avventure prima di essere nuovamente catturato e ricondotto alla città. Riunito ad Abner, che scopre non aver avuto notizia della sua fuga, il due si rendono conto che il tempo in Pellucidar, in conseguenza all'assenza di un'oggettiva possibilità di misurarlo, è solamente un'esperienza soggettiva, che può essere vissuta in maniera diversa da diverse persone.
Ossessionato dal pensiero di Dian, David scappa nuovamente e riesce a trovare e vincere Dian sconfiggendo il malvagio Jubal, un altro contendente non voluto alla sua mano. David fa quindi ammenda, e i due si sposano.
Più tardi, insieme a Ghak e ad altri alleato, David e Abner guidano una rivolta della razza umana contro i Mahar. I loro avversari sono ostacolati dalla perdita del Grande Segreto, che David ha rubato e nascosto. Per evitare il peggio David fa ritorno alla talpa di ferro, nel quale egli propone a Dian di viaggiare con lui verso la superficie nella volontà di procurarsi della tecnologia del mondo esterno. Solo più tardi egli scopre che Hooja ha sostituito una Mahar drogata al posto di Dian. La creatura attacca David ma è sconfitta, e il viaggio di ritorno verso la superficie procede con successo.
Ritornato al mondo di superficie, si scopre che David ha lì incontrato l'autore, che dopo aver ascoltato questa storia e aver visto la sua prigioniera preistorica, lo aiuta a rimettere in sesto la talpa di ferro per ritornare a Pellucidar.

## Adattamenti cinematografici

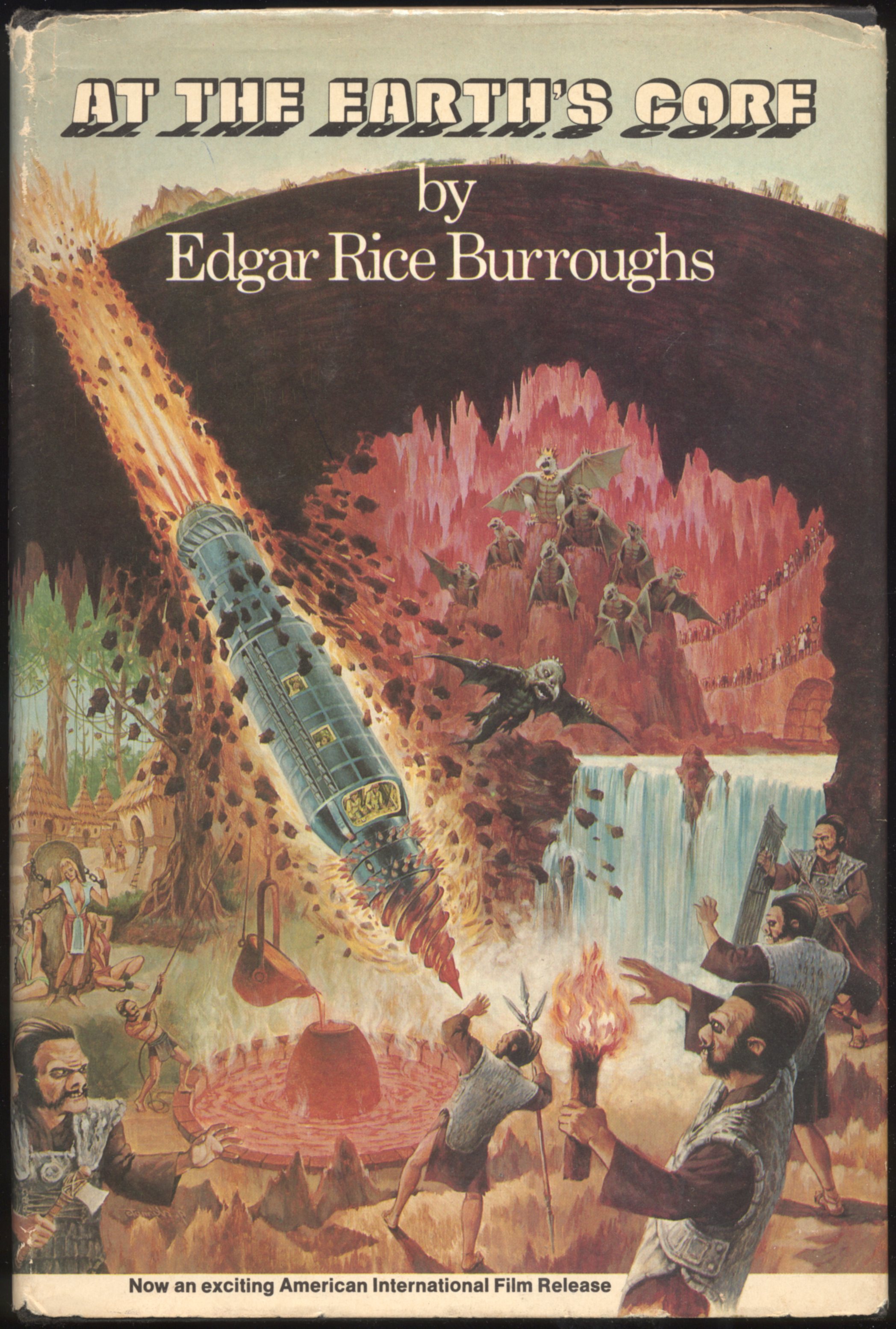
Copertina di un'edizione del romanzo ispirata al film Centro della Terra: continente sconosciuto (At the Earth's Core, 1976)

Il romanzo è stato adattato nel film Centro della Terra: continente sconosciuto nel 1976, diretto da Kevin Connor e interpretato da Doug McClure come David Innes e Peter Cushing come Abner Perry.
Nel film del 2008 Viaggio al centro della Terra 3D sono presenti diverse somiglianze fra i luoghi e gli eventi del romanzo, per quanto il film sia stato inteso come un adattamento dell'omonima opera di Jules Verne.

## Influenza culturale
Altri autori sono stati ispirati dall'idea di Burroughs di uno strano mondo sotterraneo, fra i quali, Howard Phillips Lovecraft che scrivendo Alle montagne della follia è stato pesantemente influenzato da questo romanzo, in particolare nel nome della razza di schiavi, i Shoggoth. Un altro e più diretto omaggio a Burroughs è nella serie fantasy di Lin Carter Zanthodon che inizia con un romanzo dal titolo Journey to the Underground World.
Il prolifico artista manga Shōtarō Ishinomori si è anche vagamente ispirato al libro per l'arco conclusivo del suo manga originale Cyborg 009.